# Mangle

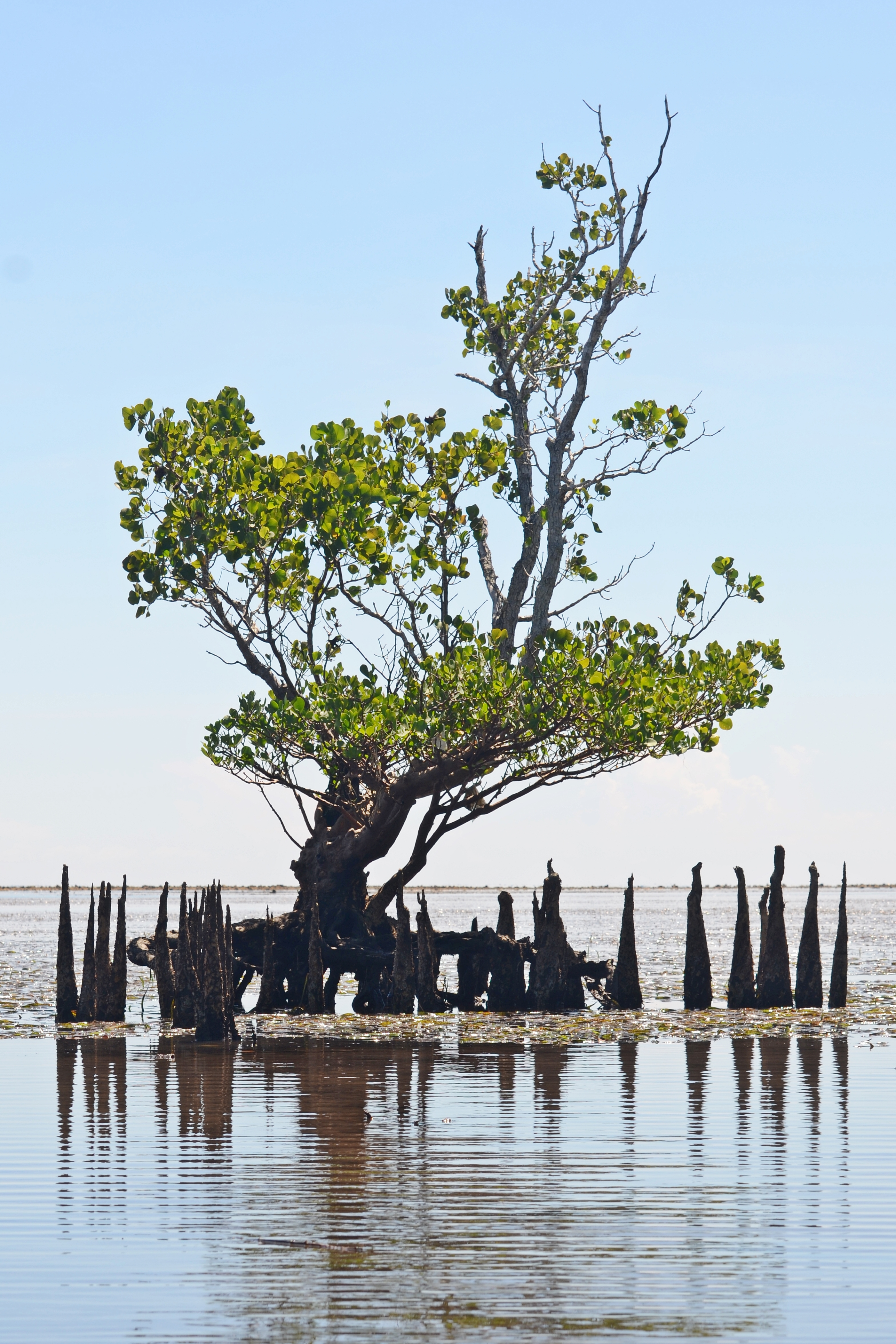
Los manglares son arbustos y árboles resistentes capaces de prosperar en agua salada y tienen adaptaciones especializadas que les permiten sobrevivir a las energías muy variables de las zonas intermareales a lo largo de costas marinas.

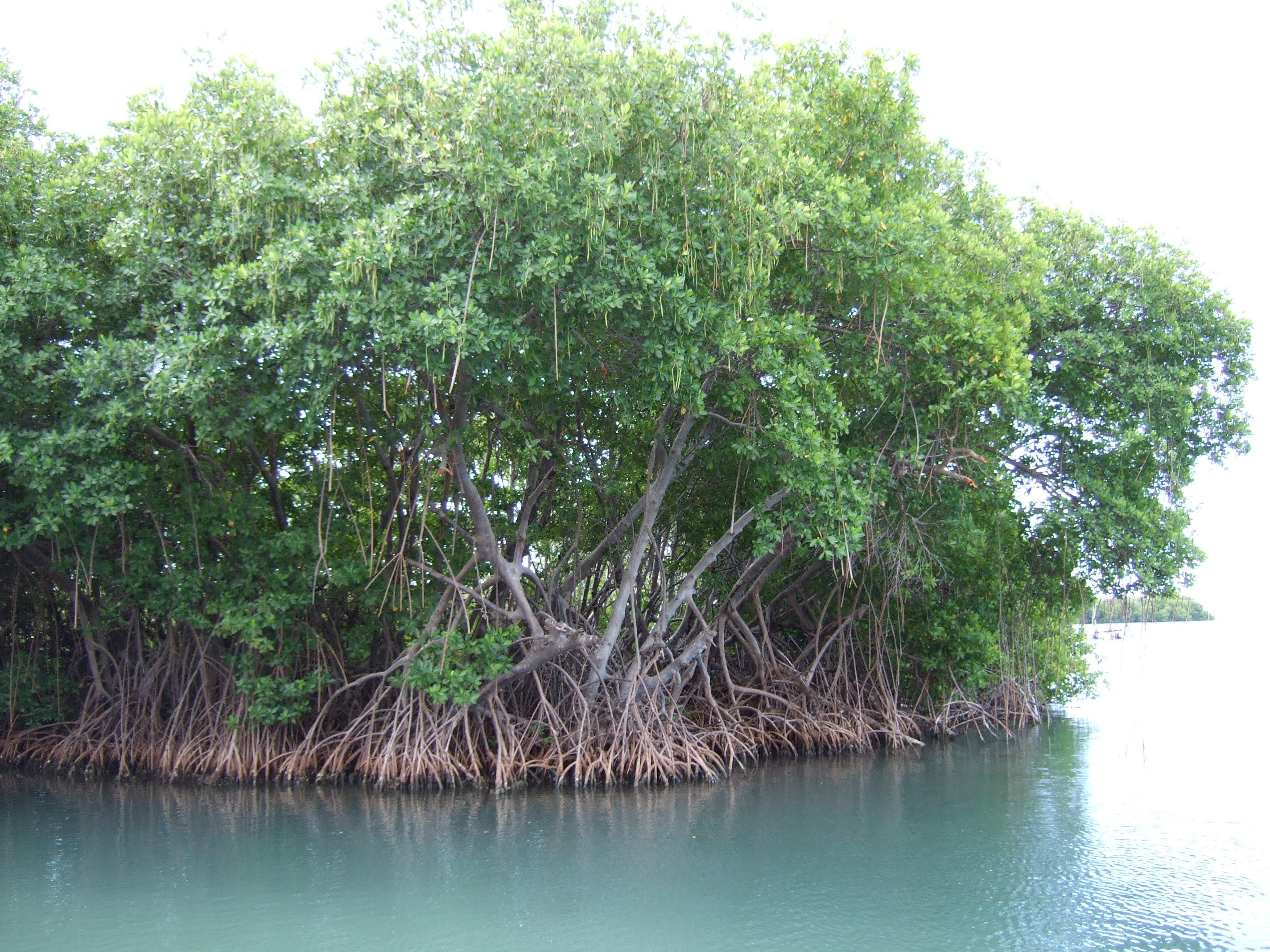
Mangles en Puerto Rico

El mangle es un arbusto o árbol leñoso, perteneciente a las rizoforáceas. Tiene tallos de tres a cuatro metros de altura, aunque a veces alcanza unos 15 metros o más. Sus ramas largas y extendidas dan vástagos que descienden hasta tocar el suelo y arraigar en él. Tiene hojas pecioladas, opuestas, enteras, elípticas, obtusas y gruesas; flores axilares de cuatro pétalos amarillentos; fruto seco de corteza coriácea, pequeño y casi redondo y muchas raíces externas en parte. Los mangles forman ecosistemas, llamados manglares.

## Hábitat

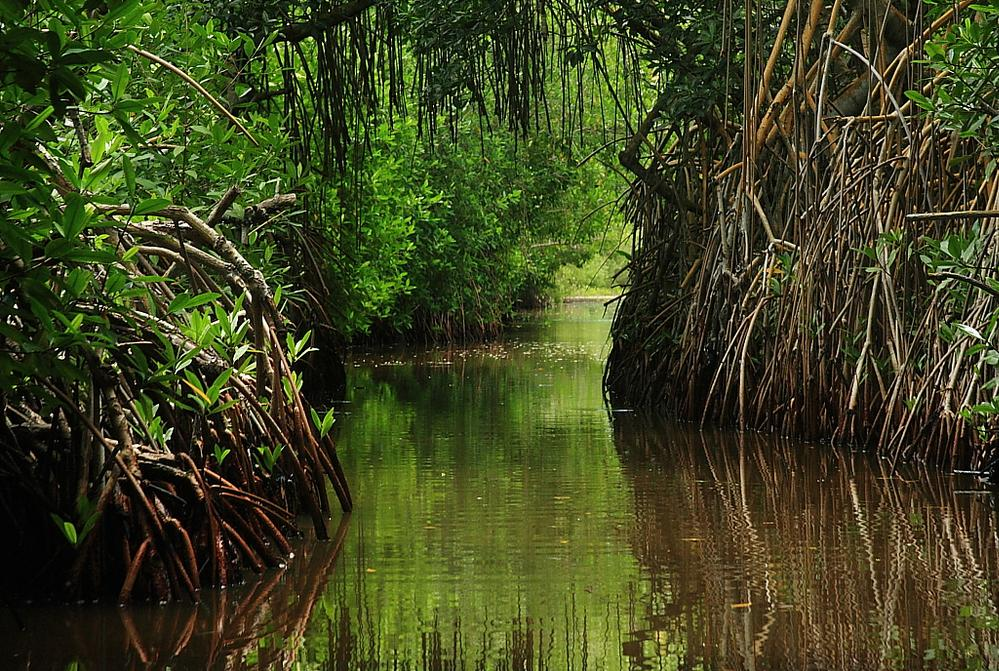
Formaciones de mangle rojo en la Laguna de Tacarigua, en el estado Miranda, en Venezuela.

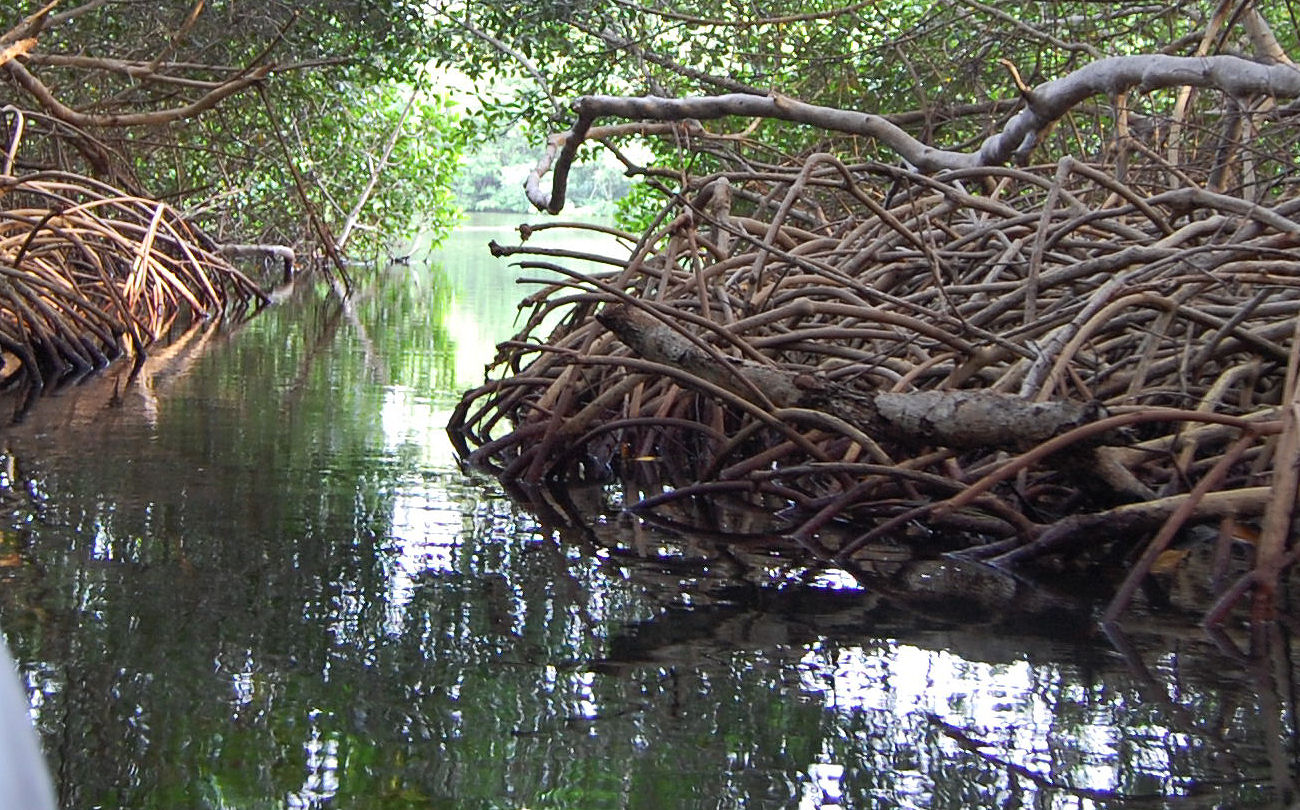
Formaciones de mangle en la ciudad caribeña de Cartagena, Colombia.

Es muy abundante en las costas, cayos y ciénagas de América Intertropical y otras zonas. Las ramas colgantes de los mangles se hunden en la tierra, echan raíces y se entrelazan, con lo que forman impenetrables barreras en las que se refugian peces y se adhieren y viven moluscos. Es la planta más representativa de la vegetación halófita, ya que tolera una elevada salinidad como la que hay en las aguas costeras de la zona intertropical y, más aún, en las lagunas costeras en contacto con el mar, donde la concentración de sal es generalmente mayor. En las regiones costeras constituye una planta pionera, ya que se establece primero y constituye la base para que muchas otras especies de plantas y, sobre todo, de animales, se establezcan después.
El hábitat del mangle es exclusivamente tropical e intermareal, por lo que el suelo o sedimento se encuentra saturado de agua y es salino o de salinidad variable. En ellos se encuentra una amplia variedad de especies vegetales, pero los "verdaderos manglares" —especies que comúnmente se hallan en manglares y sólo excepcionalmente en otros sitios los constituyen unas 54 especies pertenecientes a 20 géneros, encuadrados en 16 familias.
Los mangles o manglares son árboles, arbustos y helechos tolerantes a la sal, también llamados halófitos, y están adaptados a vivir en duras condiciones costeras. Contienen un sistema complejo de filtración de sal y un sistema de raíces complejo para hacer frente a la inmersión en agua salada y la acción de las olas. Están adaptados a las condiciones de bajo oxígeno (hipoxia) del lodo anegado, pero es más probable que prosperen en la mitad superior de la zona intermareal.

## Distribución geográfica de especies

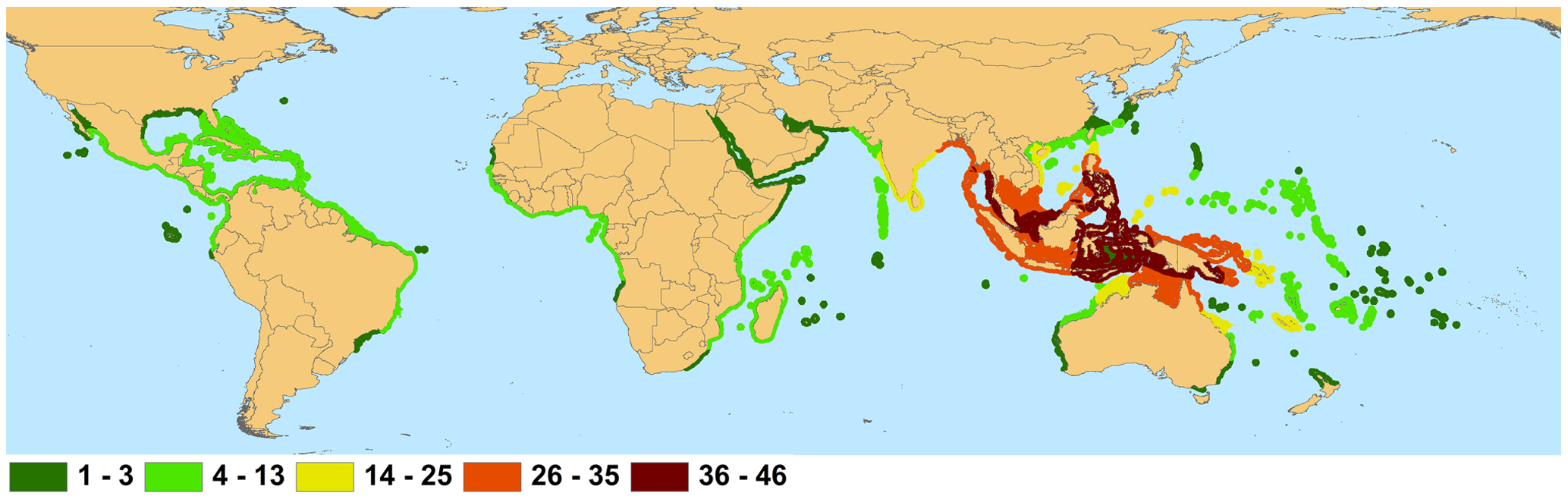
Distribución mundial de especies nativas de manglares, 2010. No se muestran las áreas de distribución introducidas: Rhizophora stylosa en la Polinesia Francesa, Bruguiera sexangula, Conocarpus erectus y Rhizophora mangle en Hawái, Sonneratia apelata en China y Nypa fruticans en Camerún y Nigeria.

Los manglares son un tipo de vegetación tropical con algunas áreas atípicas establecidas en latitudes subtropicales, en particular en el sur de Florida (EE. UU.) y el sur de Japón, así como en Sudáfrica, Nueva Zelanda y Victoria (Australia). Estas áreas atípicas son el resultado de costas y cadenas de islas ininterrumpidas o de suministros confiables de propágulos que flotan en corrientes oceánicas cálidas desde regiones ricas en manglares.: 57 

## Biología
Según Hogarth (2015), entre las especies de manglares reconocidas hay alrededor de 70 especies en 20 géneros de 16 familias que constituyen los "manglares verdaderos", especies que se encuentran casi exclusivamente en hábitats de manglares. Demostrando una evolución convergente, muchas de estas especies encontraron soluciones similares a las condiciones tropicales de salinidad variable, amplitud de mareas (inundación), suelos anaeróbicos y luz solar intensa. La biodiversidad de plantas es generalmente baja en un manglar determinado. La mayor biodiversidad de manglares se encuentra en el sudeste asiático, particularmente en el archipiélago indonesio.

### Adaptaciones a niveles bajos de oxígeno
El mangle rojo (Rhizophora mangle) sobrevive en las zonas más inundadas, se sostiene sobre el nivel del agua con raíces zancudas o de apoyo y luego absorbe aire a través de lenticelas en su corteza. El mangle negro (Avicennia germinans) vive en terrenos más altos y desarrolla muchas estructuras especializadas similares a raíces llamadas neumatóforos, que sobresalen del suelo como pajitas para respirar. Estos "tubos respiratorios" suelen alcanzar alturas de hasta 30 cm (12 pulgadas), y en algunas especies, más de 3 m (9,8 pies).

### Absorción de nutrientes
Debido a que el suelo está permanentemente anegado, hay poco oxígeno libre disponible. Los neumatóforos (raíces aéreas) permiten a los manglares absorber gases directamente de la atmósfera y otros nutrientes como el hierro del suelo inhóspito. Los manglares almacenan gases directamente dentro de las raíces, procesándolos incluso cuando las raíces están sumergidas durante la marea alta.

### Limitación de la absorción de sal
Los manglares rojos excluyen la sal al tener raíces significativamente impermeables que están altamente suberizadas (impregnadas con suberina), lo que puede actuar como un mecanismo de ultrafiltración para excluir las sales de sodio del resto de la planta.[cita requerida] Un estudio encontró que las raíces del manglar indio Avicennia officinalis excluyen entre el 90% y el 95% de la sal del agua absorbida por la planta, depositando la sal excluida en la corteza de la raíz. Se observó un aumento en la producción de suberina y en la actividad de un gen que regula el citocromo P450 en correlación con un aumento en la salinidad del agua a la que estaba expuesta la planta. En un concepto citado con frecuencia que se ha dado a conocer como la "hoja de sacrificio", la sal que se acumula en el brote se concentra luego en las hojas viejas, que la planta luego desprende. Sin embargo, investigaciones recientes sobre el mangle rojo Rhizophora mangle sugieren que las hojas más viejas y amarillentas no tienen un contenido de sal más medible que las otras hojas más verdes.

### Limitación de la pérdida de agua

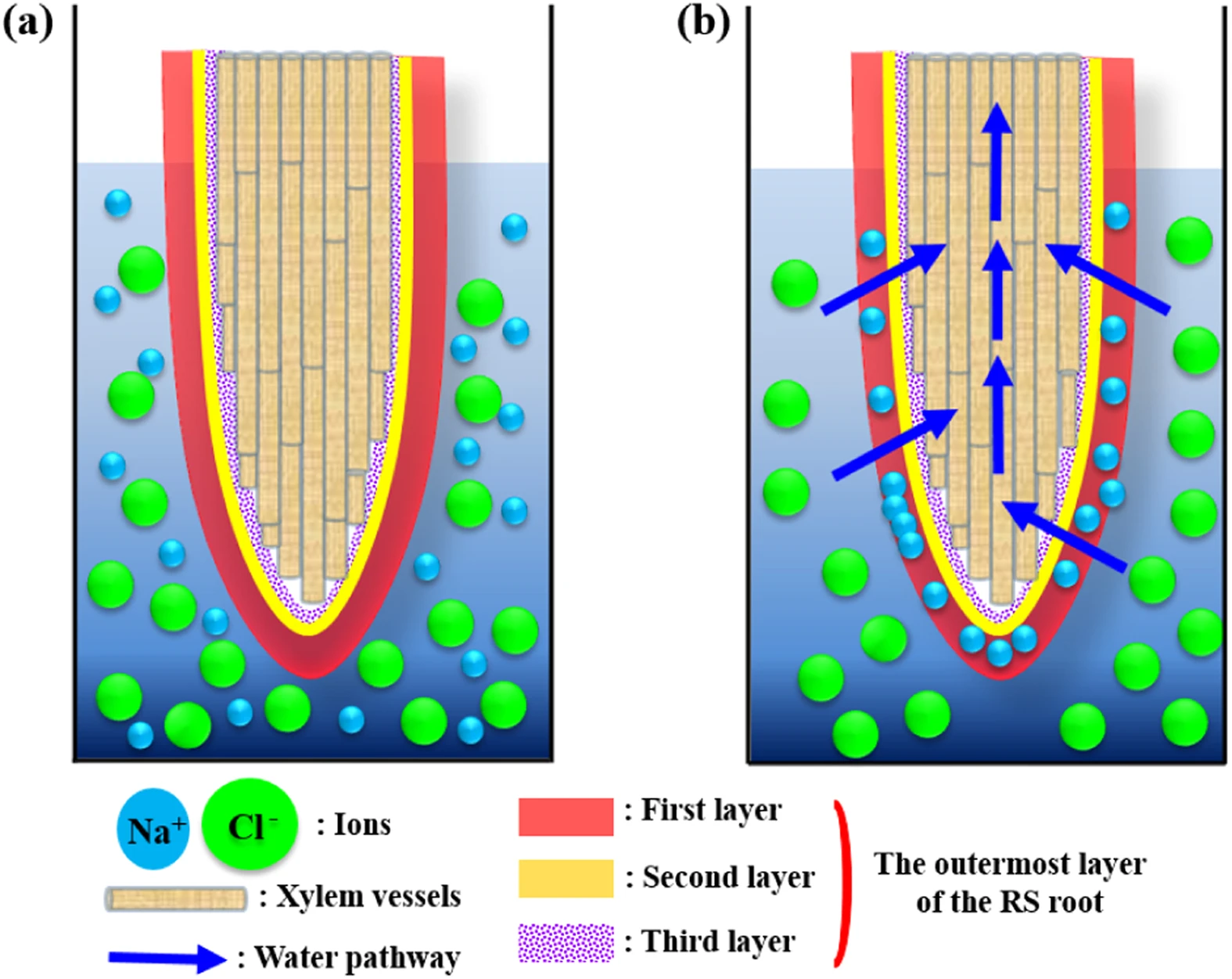
Filtración de agua de mar en la raíz del manglar Rhizophora stylosa. (a) Esquema de la raíz. La capa más externa se compone de tres capas. La raíz está inmersa en una solución de NaCl. (b) El agua pasa a través de la capa más externa cuando se aplica una presión de succión negativa a través de la capa más externa. El efecto del potencial de Donnan repele los iones Cl− de la primera subcapa de la capa más externa. Los iones Na+ se adhieren a la primera capa para satisfacer el requisito de electroneutralidad y, finalmente, se produce la retención de sal.

Debido a la limitada disponibilidad de agua dulce en los suelos intermareales salados, los manglares limitan la cantidad de agua que pierden a través de sus hojas. Pueden restringir la apertura de sus estomas (poros en las superficies de las hojas, que intercambian gas de dióxido de carbono y vapor de agua durante la fotosíntesis). También varían la orientación de sus hojas para evitar el duro sol del mediodía y así reducir la evaporación de las hojas. Un manglar rojo cautivo crece únicamente si sus hojas se rocían con agua dulce varias veces a la semana, simulando frecuentes tormentas tropicales.

### Filtración de agua de mar
Un estudio de 2016 realizado por Kim et al. investigó las características biofísicas de la filtración de agua de mar en las raíces del manglar Rhizophora stylosa desde un punto de vista hidrodinámico de la planta. R. stylosa puede crecer incluso en agua salina y el nivel de sal en sus raíces se regula dentro de un cierto valor umbral a través de la filtración. La raíz posee una estructura de poros jerárquica de triple capa en la epidermis y la mayoría de los iones Na+ se filtran en la primera subcapa de la capa más externa. El alto bloqueo de iones Na+ se atribuye al alto potencial zeta superficial de la primera capa. La segunda capa, que está compuesta de estructuras macroporosas, también facilita la filtración de iones Na+. El estudio proporciona información sobre el mecanismo subyacente a la filtración de agua a través de raíces halófitas y podría servir como base para el desarrollo de un método de desalinización de inspiración biológica.
La absorción de iones Na+ es deseable para que las halófitas desarrollen potencial osmótico, absorban agua y mantengan la presión de turgencia. Sin embargo, el exceso de iones Na+ puede actuar sobre elementos tóxicos. Por lo tanto, las halófitas intentan ajustar la salinidad delicadamente entre las estrategias de crecimiento y supervivencia. Desde este punto de vista, se puede derivar un nuevo método de desalinización sostenible a partir de las halófitas, que están en contacto con agua salina a través de sus raíces. Las halófitas excluyen la sal a través de sus raíces, secretan la sal acumulada a través de sus partes aéreas y secuestran la sal en hojas senescentes y/o la corteza. Los manglares son plantas halófitas facultativas y Bruguiera es conocida por su sistema especial de ultrafiltración que puede filtrar aproximadamente el 90% de los iones Na+ del agua de mar circundante a través de las raíces. La especie también exhibe una alta tasa de rechazo de sal. El proceso de filtrado de agua en las raíces de los manglares ha recibido considerable atención durante varias décadas. Las estructuras morfológicas de las plantas y sus funciones han evolucionado a lo largo de una larga historia para sobrevivir a condiciones ambientales adversas.

## Usos

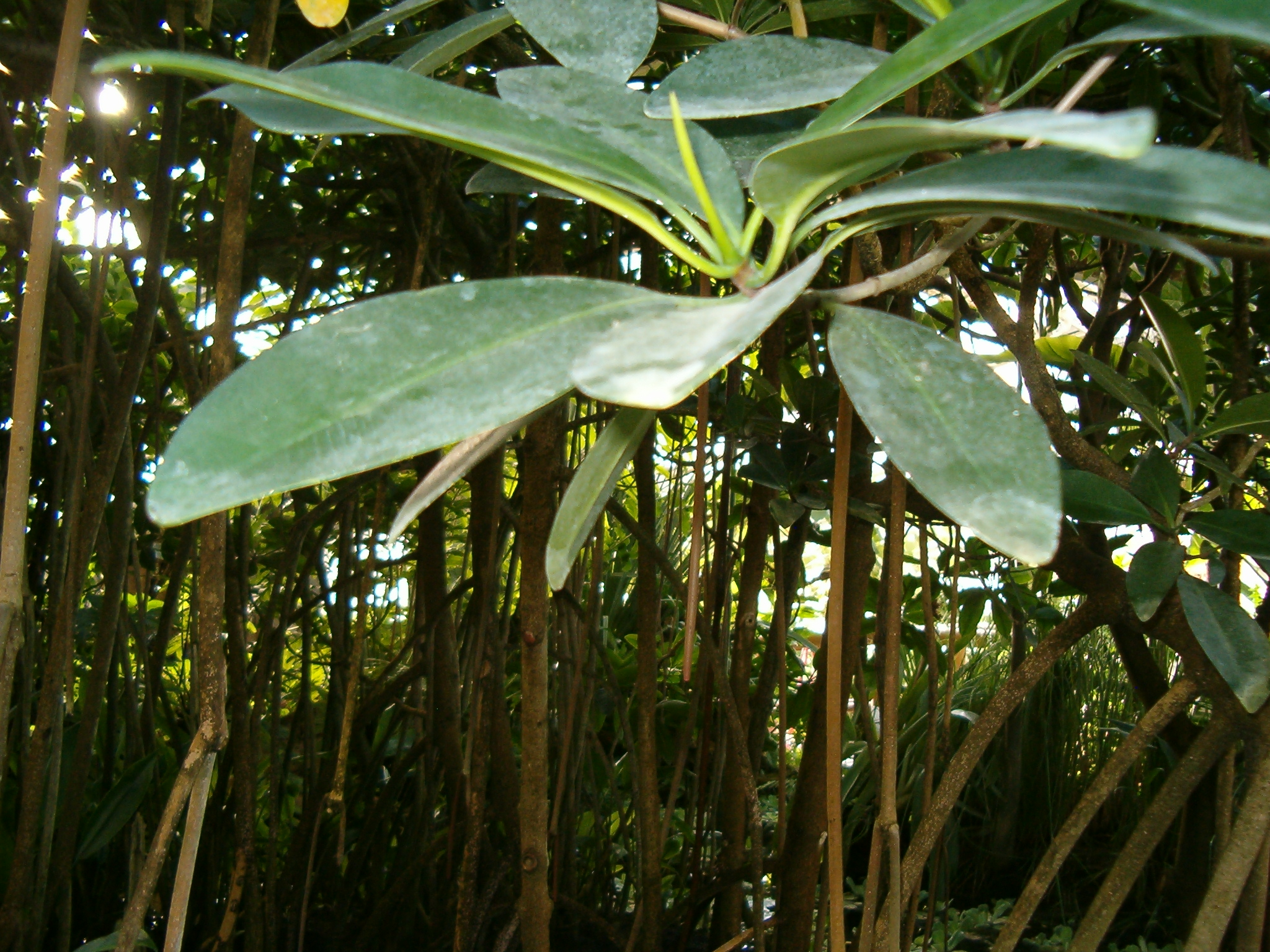
Mangle rojo

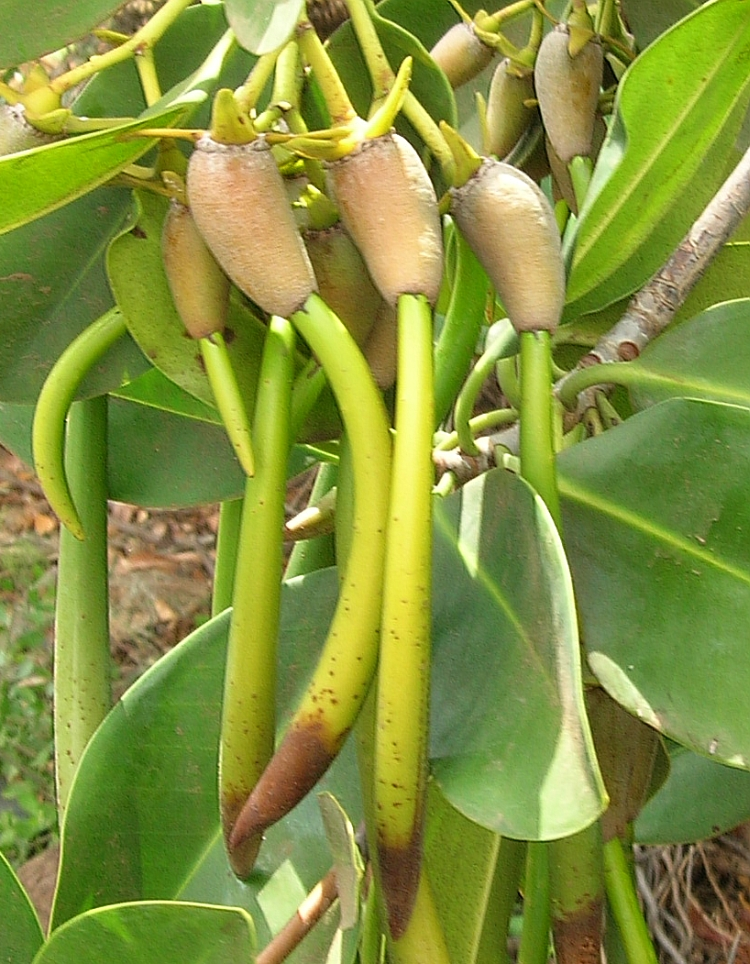
Mangle rojo

El mangle colorado o mangle rojo (Rhizophora mangle) es el árbol emblemático del estado Delta Amacuro (Venezuela). Tiene una madera dura y prácticamente indestructible: aunque no es fácil de trabajar, muchos habitantes del delta del Orinoco, especialmente los waraos fabrican sus canoas con esta madera, que no se pudre en el agua. A mediados del siglo XX se hicieron varios estudios para el aprovechamiento económico del mangle en los estados Sucre, Monagas y Delta Amacuro, sobre todo para la construcción de durmientes para el ferrocarril. La idea no prosperó por la decadencia del empleo del ferrocarril, ya que muchas líneas se abandonaron en la segunda mitad de dicho siglo. Por otra parte, la destrucción de las asociaciones halófitas tienen consecuencias ecológicas muy negativas. Las diversas especies de mangle poseen innumerables usos industriales y domésticos además de que sirven para estabilizar las líneas de costa baja e impedir o limitar la erosión. Estas asociaciones halófitas constituyen una excelente barrera contra los efectos de los huracanes. Los usos industriales del mangle abarcan desde la obtención de cenizas para la fabricación del jabón hasta la obtención de tanino y productos medicinales.

## Tendencias en la explotación del mangle

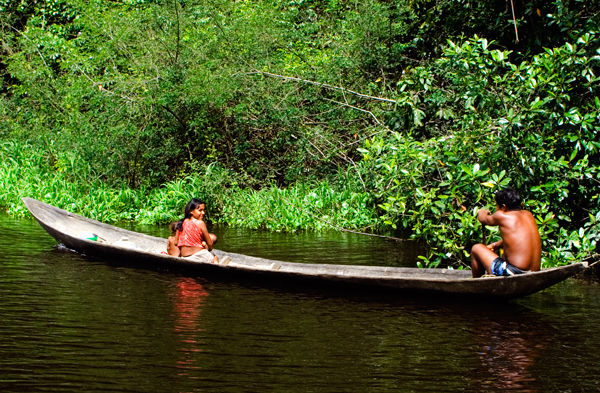
Formaciones de mangle rojo en el estado Delta Amacuro (Delta del Orinoco, Venezuela).

El excesivo uso de la madera de mangle en algunos países, sobre todo, como combustible doméstico, ha dado origen a una disminución de la superficie que, afortunadamente, no tiene, en la actualidad, un carácter general o global. Por otra parte, la elevada densidad de biomasa en los manglares y su rápida recuperación actúan favorablemente en la estabilidad de este ecosistema. Un documento de la FAO (Organización de las Naciones Unidas para la Agricultura y la Alimentación) se refiere ampliamente a las tendencias mundiales (con referencias individuales a cada país donde existen manglares) y la superficie cubierta por los manglares entre los años 1980 y 2000.
Familia Combretaceae
- Laguncularia
- Lumnitzera

Familia Arecaceae
- Nypa

Familia Rhizophoraceae
- Bruguiera
- Ceriops
- Kandelia
- Rhizophora

Familia Sonneratiaceae
- Sonneratia

### Componentes secundarios
Familia Bombacaceae
- Camptostemon

Familia Euphorbiaceae
- Excoecaria

Familia Lythraceae
- Pemphis

Familia Meliaceae
- Xylocarpus

Familia Myrsinaceae
- Aegiceras

Familia Myrtaceae
- Osbornia

Familia Pellicieraceae
- Pelliciera

Familia Plumbaginaceae
- Aegialitis

Familia Pteridaceae
- Acrostichum

Familia Rubiaceae
- Scyphiphora

Familia Sterculiaceae
- Heritiera